# Nebbia (album)
Nebbia è il quarto album in studio della band italiana Gazebo Penguins, pubblicato nel 2017.

## Il disco
Il quarto album della band di Correggio si distacca dagli album precedenti, con sonorità meno aggressive e testi più introspettivi.
I singoli estratti dall'album sono Febbre e Bismantova.

## Tracce
1. Bismantova – 3:38
2. Nebbia – 5:01
3. Febbre – 4:05
4. Soffrire non è utile – 2:44
5. Scomparire – 2:34
6. Fuoriporta – 2:04
7. Porta – 2:36
8. Atlantide – 2:34
9. Pioggia – 5:26

## Formazione
- Gabriele Malavasi alias Capra – chitarra elettrica, voce
- Andrea Sologni alias Sollo – basso elettrico, voce, moog
- Pietro Cottafavi alias Piter – batteria